# ناحیه بئر جیر
ناحیه بئر جیر (به عربی: دائرة بئر الجیر) یک ناحیه در الجزایر است که در استان وهران واقع شده‌است. ناحیه بئر جیر ۱۰۱٫۷ کیلومتر مربع مساحت و ۱۲۷٬۱۱۳ نفر جمعیت دارد.